# 410
Évszázadok: 4. század – 5. század – 6. század
Évtizedek: 360-as évek – 370-es évek – 380-as évek – 390-es évek – 400-as évek – 410-es évek – 420-as évek – 430-as évek – 440-es évek – 450-es évek – 460-as évek
Évek: 405 – 406 – 407 – 408 –  409 – 410 – 411 – 412 – 413 – 414 – 415

## Események

### Nyugat-és Keletrómai Birodalom
- Varanest választják egyedüli consulnak (a Priscus Attalus uralma lévő Rómában Tertullust, de őt Alarikon kívül senki sem ismeri el).
- A lázadók és barbárok által szorongatott III. Constantinus átkel Itáliába, hogy előremenekülve lemondassa Honoriust. Ezt követően úgy ítéli meg, hogy túl kevés katonája van a feladathoz és visszavonul Galliába.
- Alarik vizigót király tovább tárgyal Honoriusszal a népe letelepedéséről és a saját legitim birodalmi tisztségéről. A tárgyalások érdekében lemondatja az általa kikiáltott Pricus Attalus bábcsászárt. A nyár folyamán a Honorius szolgálatában álló, Alarikkal rivális gót klánból származó Sarus rátámad a vizigótokra, mire Alarik augusztus 24-én engedélyezi csapatainak Róma kifosztását. Nyolcszáz év óta először lép ellenség Róma városába. A vizigótok foglyul ejtik Galla Placidiát, Honorius féltestvérét.
- Alarik délre vonul, hogy áthajózzon Africába, de egy vihar szétszórja a flottáját, sok hajója elsüllyed. Alarik partot ér Calabriában, de rövidesen meghal, feltehetően lázas betegségben és a Busento folyó medrébe temetik. A vizigótok új királya sógora, Athaulf.
- A védelem nélkül maradt britanniai városok védelmet kérnek Honorius császártól a szász fosztogatókkal szemben. Honorius, akinek alig van serege és gyakorlatilag csak Ravenna környékére korlátozódik az uralma, azt válaszolja nekik, hogy próbálják magukat védeni legjobb tehetségük szerint (egyes történészek szerint a levél nem Britanniának, hanem az itáliai Bruttium városának íródott). Ezt a levelet tekintik a római uralom végének Britanniában. A városok kiűzik a római hivatalnokokat.
- Szent Honoratus egy földközi-tengeri szigeten megalapítja a lérinsi apátságot.

### Kína
- A Csin-dinasztia hadvezére, Liu Jü elfoglalja a Déli Jen ostromlott fővárosát, annak császárát, Murong Csaót pedig elfogják és kivégzik. Csin annektálja Déli Jent.

## Születések
- I. Gelasius pápa
- Noricumi Szent Severinus, szerzetes

## Halálozások
- I. Alarik, vizigót király
- Hanzei japán császár
- Marón, szíriai remete, a maronita egyház alapítója

## Fordítás
- Ez a szócikk részben vagy egészben  a(z)   410 című angol Wikipédia-szócikk ezen változatának fordításán alapul.  Az eredeti cikk szerkesztőit annak laptörténete sorolja fel. Ez a jelzés csupán a megfogalmazás eredetét és a szerzői jogokat jelzi, nem szolgál a cikkben szereplő információk forrásmegjelöléseként.